# 中山大学中山医学院
中山大学中山医学院（Zhongshan School of Medicine, Sun Yat-sen University）是中山大学下属院系之一。

## 历史沿革
其前身为始建于1866年的博济医学堂，是中国大陸最早的西医院校，孙中山曾于1886年在此学医。该校后经数次调整发展成为中山医科大学。2001年10月26日，中山医科大学与中山大学合并，原中山医科大学基础医学院、临床医学院合并改建为中山大学中山医学院。

## 组织架构

### 系
- 临床医学一系
- 临床医学二系
- 基础医学系
- 法医医学系
- 康复治疗学系
- 麻醉学系（附属第一医院代管）
- 眼科视光学系
- 医学检验学系
- 医学影像学系（附属第一医院代管）[4]

### 教研室
- 遗传与细胞生物学教研室
- 人体解刨学教研室
- 组织胚胎学教研室
- 生理学教研室
- 生物化学与分子生物学教研室
- 微生物学教研室
- 寄生虫学教研室
- 免疫学教研室
- 病理生理学教研室
- 病理学教研室
- 药理学教研室
- 医学信息学教研室
- 医学英语教研室
- 医学人文教研室[5]